# Mastigobryum deflexum
Mastigobryum deflexum là một loài rêu tản trong họ Lepidoziaceae. Loài này được (Mart.) Gottsche, Lindenb. & Nees miêu tả khoa học lần đầu tiên năm 1845.